# Мултих Георгій Минович
Георгій Минович Мултих (28 квітня 1918, Великий Янісоль — 1 червня 1993, Київ) — радянський український історик КПРС, педагог. Кандидат історичних наук (1950), професор (1964). Лауреат Державної премії УРСР в галузі науки і техніки (1970). Дослідник історії німецько-радянської війни, автор тритомника «Українська РСР у Великій Вітчизняній війні Радянського Союзу (1941—1945 роки)» (у співавторстві).
Учасник німецько-радянської війни та радянсько-японської війни, капітан військової служби. За участь у бойових діях нагороджений понад 10 орденами та медалями, зокрема чотирма орденами Червоної Зірки.
Після завершення війни — науковий співробітник та педагог декількох ідеологічних навчальних та науково-дослідних закладів Києва, зокрема Інституту історії партії при ЦК Компартії України (1955—1974) та Вищої партійної школи при ЦК КПУ (1974—1991). Автор понад 150 наукових робіт.

## Життєпис
Народився 28 квітня 1918-го року у селі Великий Янісоль на теперішній Донеччині. За національністю — грек.
У 1938-му році вступив на історичний факультет Київського державного університету імені Тараса Шевченка (КДУ), який не встиг закінчити через початок німецько-радянської війни.
У складі понад 50-ти студентів університету пішов на фронт добровольцем. Брав участь у битві за Київ поруч із майбутніми науковцями та літераторами Олександром Мариничем, Олександром Бандурою, Леонідом Левицьким та іншими, був тяжко поранений.
У 1942-му році закінчив КДУ імені Т. Г. Шевченка в евакуації, у складі Об'єднаного українського державного університету, через рік пройшов навчання у Рязанському артилерійському училищі. У 1945-му році брав участь також у радянсько-японській війні. Завершив військову службу у званні капітана, нагороджений понад 10-ма орденами та медалями, зокрема чотирма орденами Червоної Зірки.
У 1946—1947 роках — науковий співробітник Українського науково-дослідного інституту педагогіки. У 1947-му році вступив до аспірантури КДУ імені Т. Г. Шевченка, яку закінчив через три роки.
Тоді ж здобув науковий ступінь кандидата історичних наук, захистивши дисертацію на тему «Большевистская критика и самокритика в период подготовки развернутого наступления социализма по всему фронту: XV-XVI съезды ВКП(б)».
До 1955-го року — доцент кафедри марксизму-ленінізму КДУ імені Т. Г. Шевченка. Після цього — старший науковий співробітник Інституту історії партії при ЦК Компартії України. У 1961-му році призначений завідувачем сектору публікацій історично-партійних документів, через три роки затверджений у вченому званні професора.
У 1968-му році обійняв посаду заступника директора інституту з наукової роботи. У 1970-му році, разом з колегами, нагороджений Державною премією УРСР в галузі науки і техніки за написання тритомника «Українська РСР у Великій Вітчизняній війні Радянського Союзу (1941—1945 роки)».
З 1974-го року — професор Вищої партійної школи при ЦК КПУ. Паралельно — педагог Інституту підвищення кваліфікації викладачів суспільних наук. У 1984-му році нагороджений званням «Заслужений працівник вищої школи УРСР».

Могила Георгія Мултиха, Байкове кладовище

Автор понад 150-ти наукових робіт. Дослідник історії німецько-радянської війни. Науковий керівник та педагог близько 10-ти кандидатів та докторів наук, зокрема Анастасії Соловйової, Діани Щедріної тощо.
Лектор товариства «Знання», член редакційних колегій часописів «Український історичний журнал» (заступник відповідального редактора) та «Під прапором ленінізму».
У 1991-му році вийшов на пенсію. Жив у Києві, в будинку № 1/11 по Виноградному провулку. Помер на 76-му році життя 1 червня 1993-го року. Похований на Байковому кладовищі (ділянка № 49а, 50°24′59.50″ пн. ш. 30°30′5.6″ сх. д. / 50.4165278° пн. ш. 30.501556° сх. д.).

## Науковий доробок (частковий)
- «Большевистская критика и самокритика в период подготовки развернутого наступления социализма по всему фронту: XV—XVI съезды ВКП(б)»: диссертация кандидата исторических наук : 07.00.00. — Киев, 1950. — 305 с.
- «О своеобразии форм перехода различных стран к социализму»: (Лекция) / Г. М. Мултых, канд. ист. наук ; О-во по распространению полит. и науч. знаний Укр. ССР. — Киев: [б. и.], 1956. — 29 л.
- «Більшовики України в боротьбі за владу Рад» // Мултих Г. М.; Український історичний журнал. — 1967. — № 12. — C. 14–24.
- «Киевский Краснознаменный: Краткий очерк истории Краснознаменного Киевского военного округа, 1919—1969.» — К., 1969. — В надзаг.: Политуправление КВО. // Мултих Г. М., Кожукало І. П.; Український історичний журнал. — 1970. — № 5. — C. 143—145.
- «Історико-партійна наука в республіці після XXIV з'їзду КПРС» // Мултих Г. М.; Український історичний журнал. — 1972. — № 7. — C. 13–23.
- «Лемещук Н. Не склонив головы: (О деятельности антифашистского подполья в гитлеровских концлагерях)». — К.: Политиздат Украины, 1978. — 136 с. / МУЛТИХ Г. М. // Український історичний журнал. — 1979. — № 3. — С. 108—110.
- «Ленинизм — марксизм современной эпохи» / Г. М. Мултых. — Киев: о-во «Знание» УССР, 1980. — 27 с.; 20 см.
- «Ленинская коммунистическая партия — ум, честь и совесть нашей эпохи» / Г. М. Мултых. — Киев: о-во «Знание» УССР, 1980. — 31 с.; 20 см.
- «Творчий розвиток марксистсько-ленінського вчення про партію на сучасному етапі» // Мултих Г. М.; Український історичний журнал. — 1980. — № 11. — C. 124—137.
- «Союз нерушимый республик свободных» / Г. М. Мултых. — Киев: о-во «Знание» УССР, 1982. — 15 с.; 20 см.
- «XXVI съезд КПСС об идеологической работе партии на современном этапе» / [М. А. Акопов, В. К. Василенко, Г. М. Мултых и др.]. — Киев: Вища школа: Изд-во при Киевском ун-те, 1982. — 190 с.; 20 см.
- «В единении с народом» / [Г. М. Мултых, Е. Я. Безпалко, И. Н. Бородавченко и др.]. — Киев: Политиздат Украины, 1983. — 265 с.; 17 см.
- «Преемственность и новаторство стратегического курса КПСС» / [Подгот. Г. М. Мултых]. — Киев: О-во Знание, 1985. — 32 с.; 20 см.
- «Методические рекомендации по изучению темы „Исторический опыт Коммунистической партии в организации защиты социалистического Отечества в годы Великой Отечественной войны“» / Мултых Г. М., Бородавченко И. Н. ; Университет марксизма-ленинизма Киевского горкома Компартии Украины, Кафедра истории КПСС. — Киев: [б. и.], 1985.
- «Принцип революційної наступності і його втілення в новій редакції Програми КПРС» // Мултих Г. М.; Український історичний журнал. — 1986. — № 7. — C. 5–17.
- «Революционная перестройка — воплощение ленинских идей: К 118-годовщине со дня рождения В. И. Ленина»: [Метод. рекомендации / Подгот. Г. М. Мултых]. — Киев: О-во «Знание» УССР, 1988. — 15,[1] с.

## Нагороди

### Військові
- орден Вітчизняної війни I та II ступенів
- чотири ордени Червоної Зірки
- медаль «За перемогу над Японією»
- медаль «20 років перемоги у Великій Вітчизняній війні 1941—1945 рр.»
- медаль «30 років перемоги у Великій Вітчизняній війні 1941—1945 рр.»
- медаль «40 років перемоги у Великій Вітчизняній війні 1941—1945 рр.»

### Трудові
- 1970 — Державна премія УРСР в галузі науки і техніки — за написання тритомника «Українська РСР у Великій Вітчизняній війні Радянського Союзу (1941—1945 роки)»
- 1984 — заслужений працівник вищої школи УРСР